# Atlètic de Ciutadella
L'Atlètic de Ciutadella va ser un equip de futbol de Ciutadella de Menorca, Illes Balears. Fundat l'any 1956 com a CD Atlético Ciudadela per la fusió del CD Ciudadela i el CD Minerva, davant la dificultat de mantenir dos equips locals a la tercera divisió nacional de futbol.
Des de la fundació, va jugar amb samarreta blanca amb una franja verda i punys i coll del mateix color en record dels clubs fusionats. L'any 1966 va canviar la seva indumentària per dur samarreta de color vermell, pantalonet blau i calces vermelles amb la gira blava. Fins al 1963 va jugar al camp de futbol de Sant Nicolau. Després va passar a jugar al nou camp municipal de futbol Sant Antoni.
En aquest camp l'Atlètic va arribar a jugar el 1963 una fase d'ascens a Segona Divisió contra l'Algesires CF que va ascendir. L'equip va baixar a categoria regional el 1968 però va recuperar la nacional la temporada 1971-72. Aqui hi va estar alguna temporada fins tornar a regional el 1975. Als anys 1980 l'equip juvenil va jugar a la Primera Divisió Nacional. També el 1979-1980 va passar a  la Tercera Divisió, quan aquesta va esdevenir la quarta categoria estatal per l'ampliació de categories amb la 2a Divisió B.
El 1983 va canviar el nom per Atlético de Ciudadela Club de Futbol i el 1994 el va catalanitzar com era conegut entre els seus afeccionats, Atlètic de Ciutadella Club de Futbol. L'equip no va jugar en cap categoria entre el 2010 i el 2012, retornant a l'activitat del futbol per la temporada 2012-13.
L'abril de 2024 es va fusionar amb el Dosa CF i la UE Sami per a formar el Ciutadella Club Esportiu.